# متحف الزراعة المصرية القديمة
متحف الزراعة المصرية القديمة، تم افتتاحه في 26 مارس 1996، أحد أهم وأبرز متاحف المتحف الزراعي المصري، وهو الأول من نوعه على مستوى العالم، وقد حصص لعرض تاريخ الزراعة المصرية منذ ما قبل التاريخ وحتى أوخر العصر الفرعوني ليمثل الحلقة الأولى من حلقات تطور الزراعة المصرية شاهدا بذلك على عظمة الفلاح المصري وحضارته العريقة عبر مجموعة متكاملة من الآثار الزراعية التي تفرد بها المتحف والتي جمعت بعناة فائقة من بين الكم الهائل من الآثار المصرية كما أن ما يحتويه من عروض ومعروضات جعلته متحفاً للتاريخ الطبيعي في الوقت نفسه.
يعرض المتحف كل ما يتصل بالنشاط الزراعي قديماً، والأدوات والآلات الزراعية، و يشرح كيف اهتدى إليها المصري القديم وطورها، و هناك مقتنيات هامة مع قطع أثرية توضح أهم الصناعات الزراعية والبيئية. كما يتعرض لنهر النيل - شريان الحياة في مصر - فنشاهد تماثيل ولوحات لإله النيل والأحياء المائية فيه، ويشمل العرض تماثيل للآلهة المرتبطة بالزراعة، والملوك الذين اهتموا بالري والزراعة واستصلاح الأراضي.

## الديورامات

### الديوراما الأولى
عن الصيد قديما في البر أي في الصحراء وفي نهر النيل والمستنقعات وبجوار هذه البانوراما يوجد عرض لأدوات صيد الطيور، مثل عصا للرماية، والفخاخ لصيد الحيوانات، وفخاخ صيد الطيور، و الأقواس والسهام. كما كانت تستخدم الحربة في صيد التماسيح وفرس النهر والسمك.

### الديوراما الثانية
عن العمليات الزراعية، وتعرض الري الحوضي القديم، حرث الأرض، بذور التقاوي، وإدخال البذور في باطن التربة بواسطة أرجل الماعز والأغنام. ثم الحصاد عند تمام نضج القمح أو الشعير...وبعد ذلك يتم الدراس بواسطة الثيران أو الحمير بأن تسير فوقها.. ثم يتم تذريتها لفصل القش عن الحبوب وغربلتها. ويتم تخزين الفائض من الحبوب.
و بجوار هذه الديوراما عرض لأهم الأدوات المستخدمة في العمليات الزراعية.

### الديوراما الثالثة
وهي عن الصناعات الغذائية مثل صناعة الجعة - أو البيرة - من الشعير، وتجفيف البلح، وصناعة النبيذ من العنب.
صالة المحاصيل والصناعات الزراعية، من المحاصيل الحقلية التي زرعها المصري القديم وتعرض عينات لها في في هذه الصالة :- القمح، والشعير، والذرة الرفيعة،، والبقول، والمحاصيل الزيتية، ومحاصيل الألياف ،
المحاصيل البستانية والفاكهة بأنواعها المختلفة، والنباتات الطبية و العطرية، و الأخشاب، والزهور خاصة زهرة اللوتس رمز الصعيد، وإله العطور «نفرتوم».